# Argus As 410

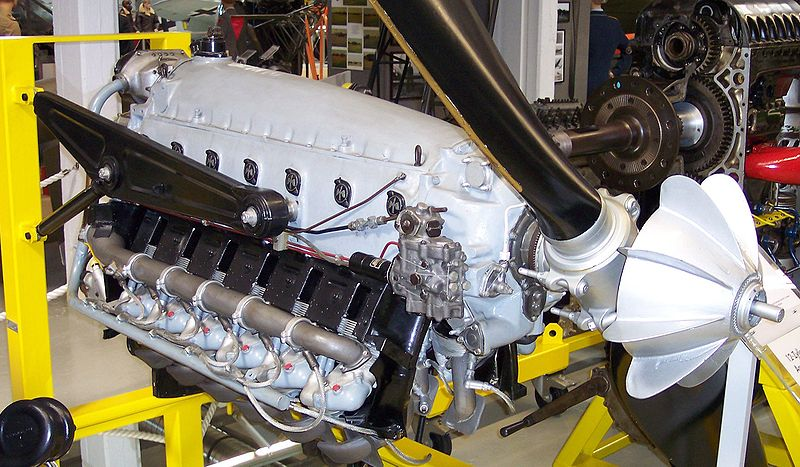
Silnik lotniczy Argus AS 410

Argus As 410 (silnik typu V) – widlasty, odwrócony silnik tłokowy 12-cylindrowy chłodzony powietrzem firmy Argus (Argus Motoren Gesellschaft), w którym cylindry umieszczone są w dwóch rzędach pod kątem 60°. Wał korbowy umieszczono powyżej cylindrów. Powstał na zamówienie Ministerstwa Lotnictwa Rzeszy (RLM), ponieważ istniejący silnik Argus As 10 nie posiadał odpowiedniej mocy. Silniki Argus 410/411 były ostatnimi silnikami lotniczymi z gaźnikami opracowanymi w III Rzeszy do 1945.
Przekładnią redukcyjną wału napędowego była przekładnia planetarna o przełożeniu 0,67. Aby zwiększyć osiągi w porównaniu z silnikiem Argus As 10 o prawie takiej samej pojemności skokowej, zainstalowano odśrodkową sprężarkę napędzaną przez wał korbowy za pomocą kół zębatych czołowych. Prace nad konstrukcją rozpoczęto w 1936, a zakończono w 1938. Do końca wojny wyprodukowano około 14 000 sztuk serii AS 410/411.
Podczas dalszych prac silnik został ulepszony i produkowany w wersji Argus As 411.

## Zastosowanie

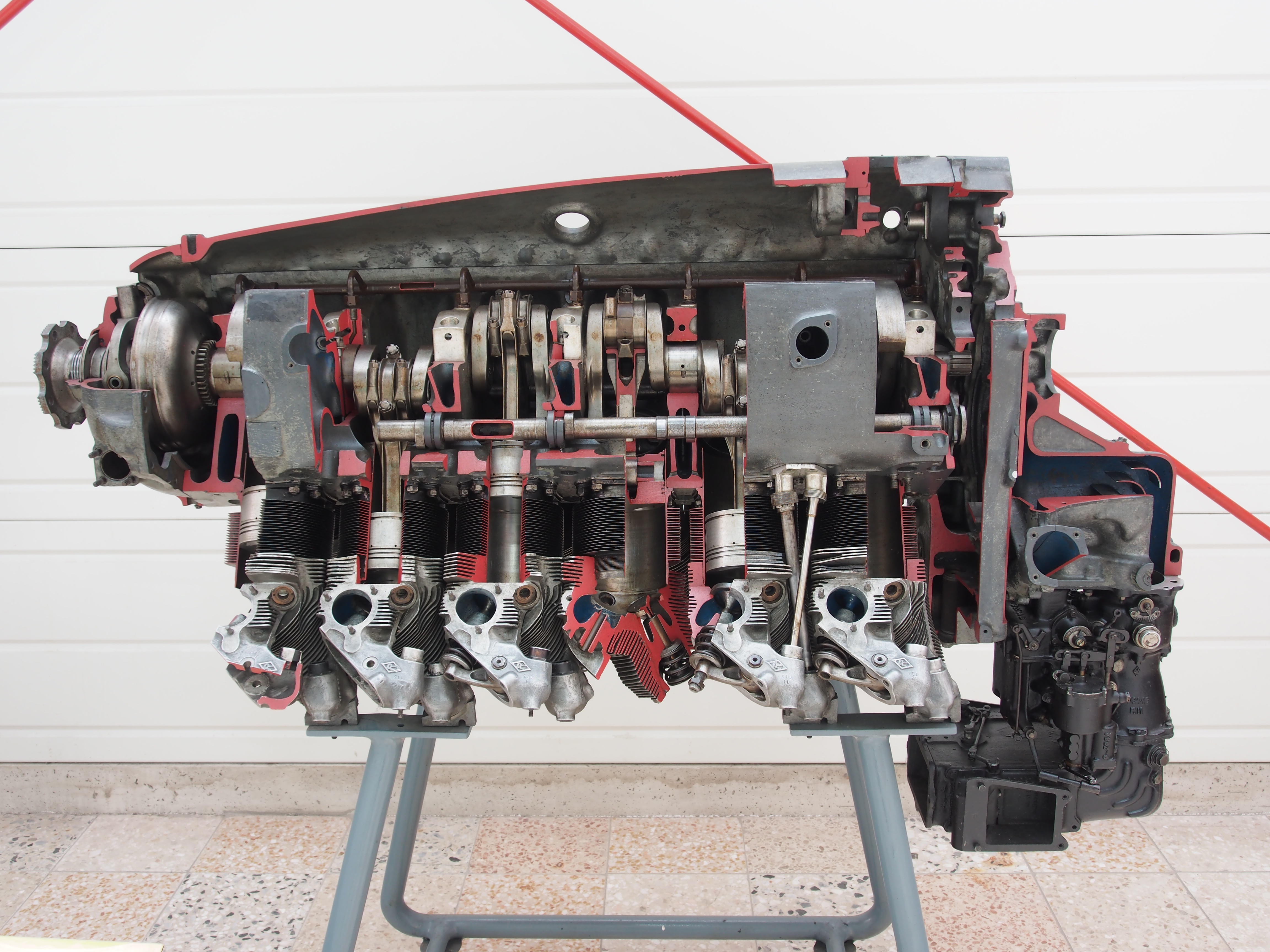
Przekrój silnika lotniczego Argus AS 410

- Arado Ar 96B
- Focke-Wulf Fw 189
- Henschel Hs 129
- Siebel Si 204A
- Pilatus P-2

## Dane techniczne
As 410 A-2
- Typ: 60° widlasty-12-cylindrowy
- Średnica cylindra: 105 mm
- Skok tłoka: 115 mm
- Pojemność: 12 litrów
- Stopień sprężania: 6,4
- Masa własna: 315 kg
- Moc startowa: 465 KM przy 3100 obr./min
- Maksymalna moc ciągła: 380 KM przy 3100 obr./min na wysokości 2600 m